# Verbascum palmyrense
Verbascum palmyrense är en flenörtsväxtart som beskrevs av George Edward Post. Verbascum palmyrense ingår i släktet kungsljus, och familjen flenörtsväxter. Inga underarter finns listade i Catalogue of Life.